# Ary Sternfeld
Pour les articles homonymes, voir Sternfeld.
Ary Abramovitch Sternfeld, en russe Ари Абрамович Штернфельд (né le 14 mai 1905 à Sieradz, Pologne - mort le 5 juillet 1980 à Moscou, en URSS), fut un des premiers spécialistes de l'astronautique.

## Biographie
Il fait des études à Łódź puis à l'université de Cracovie, en Pologne, puis à Paris et à l'Institut électrotechnique de Nancy en France. En 1934, il présente à l'Académie des sciences l'orbite de transfert bi-elliptique (dite de Sternfeld), prolongement du transfert de Hohmann qui décrit la trajectoire la plus économique entre deux orbites circulaires. Il calcule également les caractéristiques de dizaines de trajectoires interplanétaires optimales, utilisées notamment par les sondes d'exploration de la Lune (Lunik) et de Vénus.
En 1935, à la suite de ses échanges épistolaires avec Constantin Tsiolkovski et en raison du faible intérêt de la France d'alors pour l'astronautique, il rejoint l'Institut de recherche scientifique de Moscou, puis l'Institut technique métallurgique de Serov (Oural). Il acquiert la nationalité soviétique en 1936.
Il est l'auteur de nombreux ouvrages traduits en 31 langues : Initiation à la cosmonautique (1929-1933), Vols interplanétaires (1954), Les Satellites artificiels (1955), Vol dans l'espace mondial (1956). Sternfeld est également lauréat de nombreuses distinctions : prix international d'astronautique Galabert (1963), membre honoraire de l'académie lorraine des sciences (1966), docteur honoris causa de l'université de Nancy (1961), citoyen d'honneur de la ville de Sieradz (1963), titre de docteur des Sciences techniques décerné par l'Académie des sciences d'URSS (1965), diplôme de maître émérite de la science et de la technique d'URSS, etc.